# La Coupole

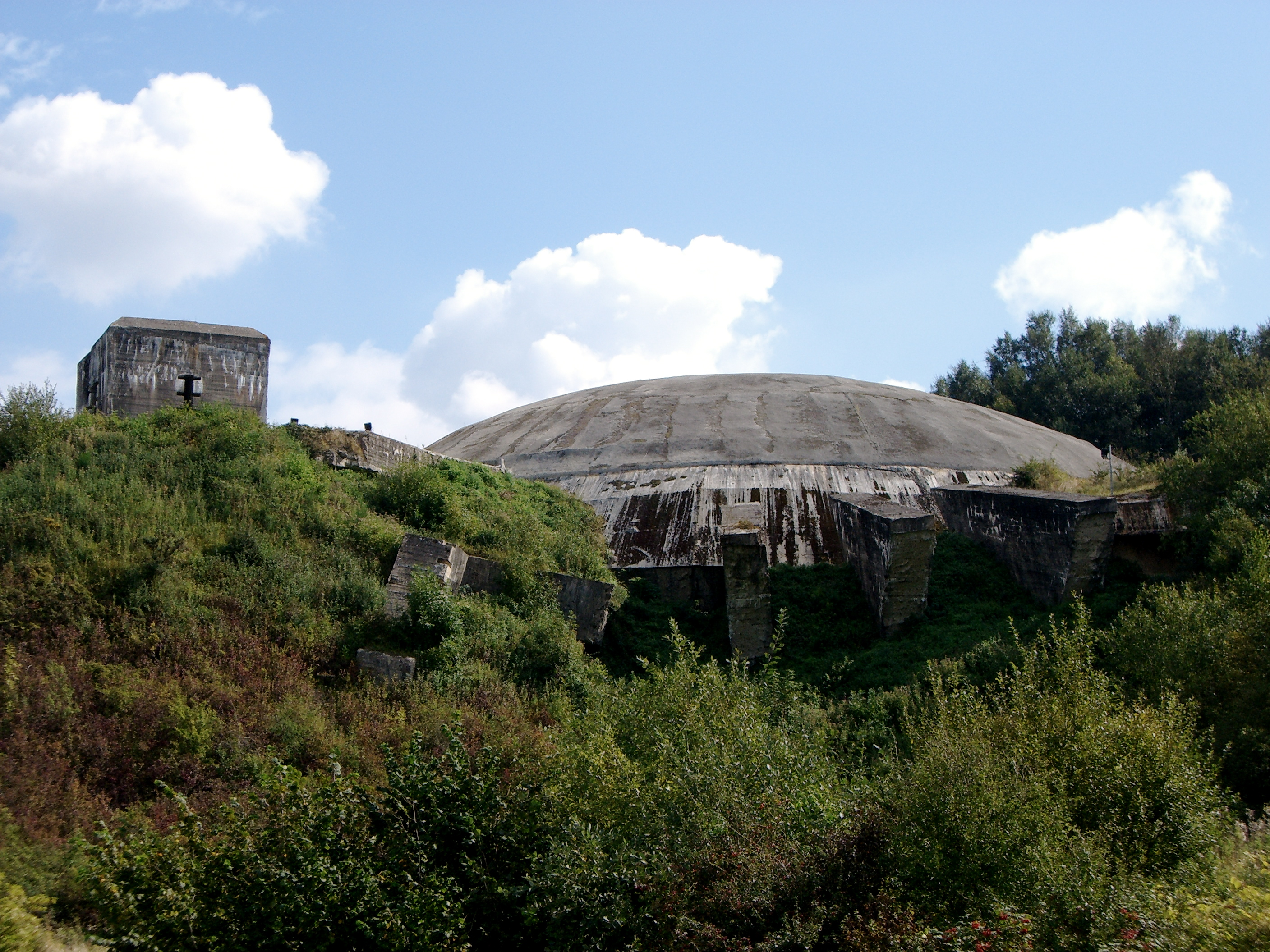
La Coupole, Helfaut-Wizernes, 2007

La Coupole ist eine Bunkeranlage, die nach ihrem Aussehen auch als Kuppel von Helfaut-Wizernes bezeichnet wird. (frz. La Coupole, Englisch: The Dome). Sie liegt beim Ort Wizernes in der Region Hauts-de-France in Nordfrankreich. Sie sollte als Ersatz für die nicht weit entfernte Bunkeranlage bei Watten als Werk für flüssigen Sauerstoff und Startbasis für gegen London und Südengland gerichtete V2-Raketen dienen.  Die Anlage ist zusammen mit der in Sottevast der früheste bekannte Vorläufer der heutigen modernen unterirdischen Raketensilos. Die Anlage wurde durch die deutsche Militärverwaltung in Belgien und Nordfrankreich  im Zweiten Weltkrieg in den Jahren 1943 und 1944 im Département Pas-de-Calais in Nordfrankreich errichtet, ungefähr fünf Kilometer von Saint-Omer entfernt.
Die deutschen Planer bezeichneten die ursprünglich nur als Raketenlager geplante Einrichtung als Feldspeicher Nordwest 1, dann als Vorhaben/Bauwerk 21 und OT Projekt Nr. 1302. Später wurde die Bunkeranlage auch unter den Decknamen Schotterwerk, Felsgestein, Feuerteufel in den Akten geführt. Zum Schutz der Baustelle gegen Luftangriffe sollte bei der Errichtung zuerst eine massive Betonkuppel am Rand eines Steinbruchs gebaut werden und diese dann unterhöhlt werden. Laut späteren Darstellungen sollen anfangs mehr als 1.300 Zwangsarbeiter auf der Baustelle tätig gewesen sein, vor allem Franzosen im Rahmen des Service du Travail Obligatoire und sowjetische Kriegsgefangene. Die Anlage war wiederholten Bombenangriffen ausgesetzt, die zwar die Bunkerteile intakt ließen, aber die Baustelleneinrichtungen zerstörten, sodass eine Weiterführung des Baus unmöglich wurde und das Vorhaben Ende Juli 1944 aufgegeben wurde.

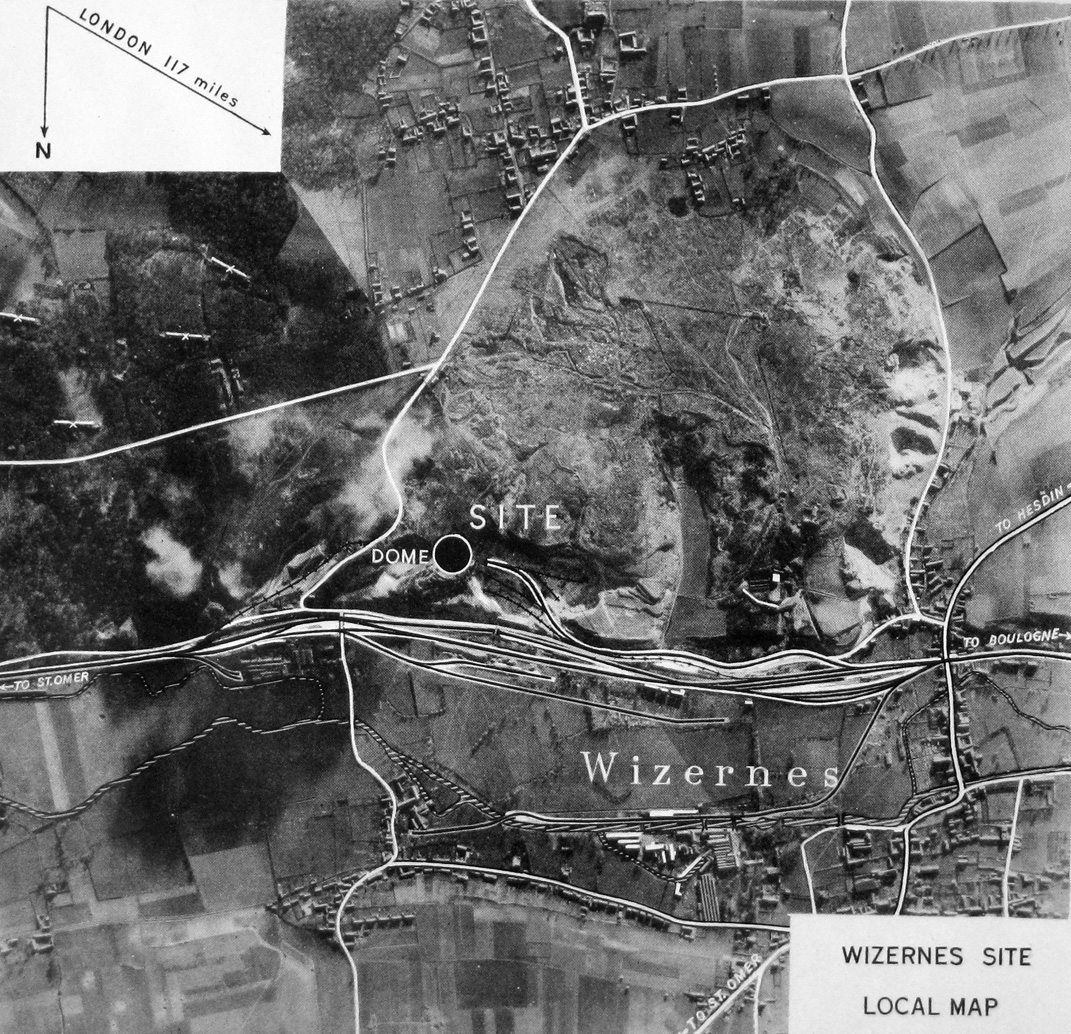
Luftaufnahme vor der Bombardierung
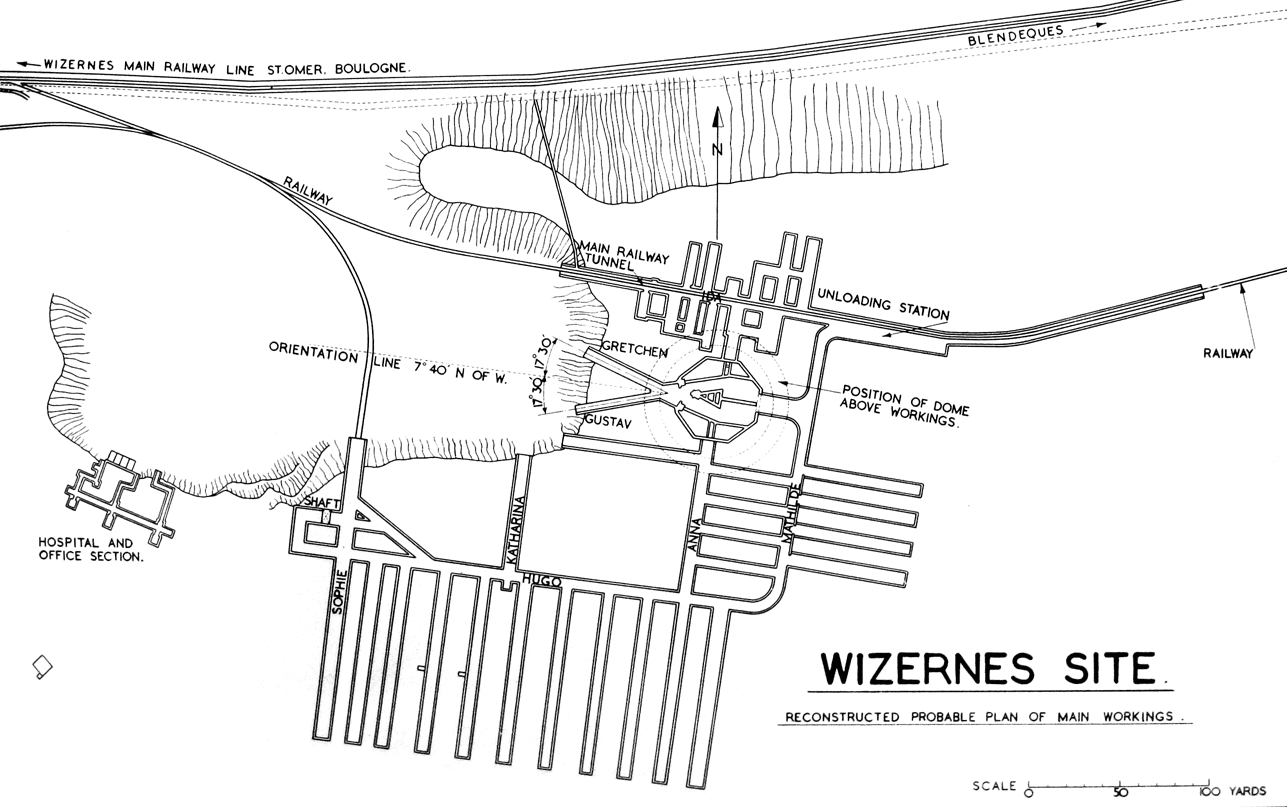
Plan nach tatsächlichem Bau
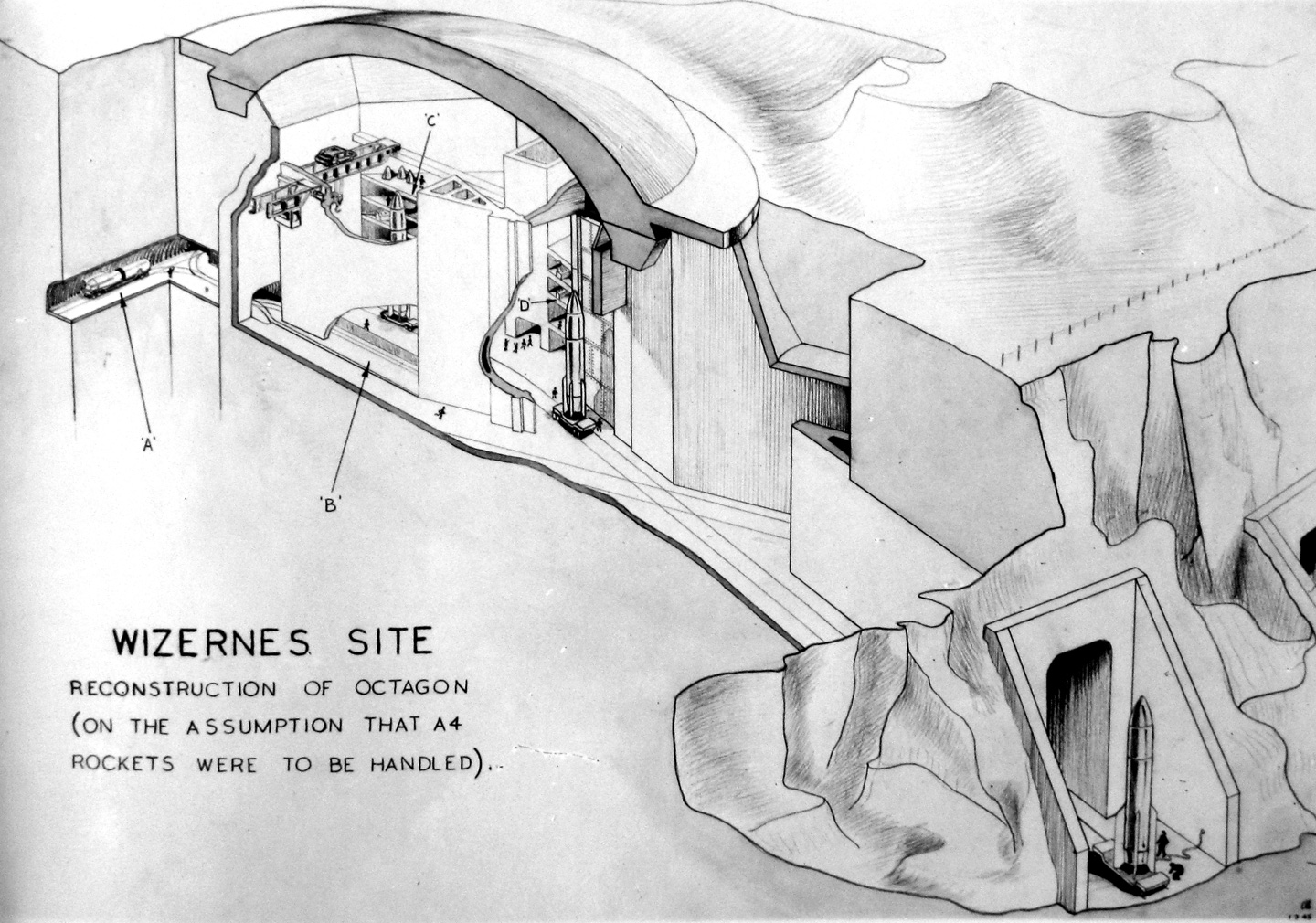
Zeichnung des Standortes Helfaut-Wizernes, erstellt von britischen Pionieren (1944)